# Басињак ле О
Басињак ле О (фр. Bassignac-le-Haut) насеље је и општина у централној Француској у региону Лимузен, у департману Корез која припада префектури Тил.
По подацима из 2011. године у општини је живело 212 становника, а густина насељености је износила 11,54 становника/km². Општина се простире на површини од 18,37 km². Налази се на средњој надморској висини од 540 метара (максималној 628 m, а минималној 253 m).

## Демографија
| 1962. | 1968. | 1975. | 1982. | 1990. | 1999. | 2011. |
| ----- | ----- | ----- | ----- | ----- | ----- | ----- |
| 429   | 476   | 426   | 395   | 311   | 212   | 212   |

График промене броја становника у току последњих година